# DM i dernypace
Danmarksmesterskaberne i dernypace er en årligt tilbagevendende begivenhed i dansk dernypace. Mesterskaberne er blevet kørt siden 2019, hvor den internationale cykelunion (UCI) registrerede nationale dernymesterskaber på den officielle kalender. Der optjenes verdensranglistepoint ved mesterskaberne. Der køres 120 omgange hvilket er 30 km. Alle mesterskaber er blevet kørt i Ballerup Super Arena, og der har ikke været afviklet mesterskaber for damer. Løbene i 2020 og 2021 blev aflyst på grund af coronaviruspandemien.

## Vindere
| År                                                              | Guld                             | Sølv                                    | Bronze                                |
| --------------------------------------------------------------- | -------------------------------- | --------------------------------------- | ------------------------------------- |
| Medaljevindere ved DM i dernypace for herrer (pacer i parentes) |                                  |                                         |                                       |
| 2019                                                            | Robin Juel Skivild (René Dupont) | Oliver Wulff Frederiksen (Dan Schwartz) | Rasmus Bøgh Wallin (Michel Rasmussen) |
| 2020                                                            | Aflyst pga. coronaviruspandemien |                                         |                                       |
| 2021                                                            |                                  |                                         |                                       |
| 2022                                                            | Matias Malmberg (René Dupont)    | Julius Johansen (Stinus Roslund)        | Mathias Larsen (Dan Schwartz)         |
| 2023                                                            | Marckus Njor (Jørgen Sørensen)   | Tobias Kongstad (René Dupont)           | Oskar Winkler (Peter Sørensen)        |
| 2024                                                            | Matias Malmberg (René Dupont)    | Andreas Stokbro (Dan Schwartz)          | Tristan Bruun Bak (Jørgen Sørensen)   |
| 2025                                                            |                                  |                                         |                                       |